# Peter Bredebusch
Peter Bredebusch ist ein deutscher Tauchlehrer und Sachbuch-Autor zum Sporttauchen.

## Leben
Bredbusch macht 1983 Abitur am katholischen, privaten Gymnasium St. Christophorus in Werne. 
Von 1983 studierte er Mathematik an der Technischen Universität Dortmund bis zum Diplom 1989. 
Er ist Abteilungsleiter Aktuariat Leben bei einer Münsteraner Erstversicherung.
Bredebusch übt mehrere Ehrenämter in der Tauchausbildung aus, darunter 
Stellvertretender Bundesausbildungsleiter und Instrukteur des Verband deutscher Sporttaucher und Ausbildungsleiter des Tauchsportverbandes Nordrhein-Westfalen. Vom Land Nordrhein-Westfalen wurde er 2021 für über 35 Jahre ehrenamtliches Engagement im Tauchsport mit der Sportplakette ausgezeichnet.

## Schriften (Auswahl)
- mit Thomas Kromp, Hans J. Roggenbach: Praxis des Tauchens. 1996. 17., aktualisierte Auflage: Delius Klasing, Bielefeld 2019, ISBN 978-3-667-11366-5.
- mit Thomas Kromp, Hans J. Roggenbach: Tauchausbildung zum CMAS*. 2002. 7., überarbeitete Auflage: Delius Klasing, Bielefeld 2017, ISBN 978-3-667-10997-2.

## Belege
1. ↑  https://www.vdst.de/2023/02/28/danke-peter-bredebusch/
2. ↑  https://www.tsvnrw.de/wir-fuer-euch/vorstand
3. ↑  https://www.vdst.de/2021/09/16/das-land-nrw-ehrt-peter-bredebusch-mit-der-sportplakette/

| Personendaten    | Personendaten                   |
| ---------------- | ------------------------------- |
| NAME             | Bredebusch, Peter               |
| KURZBESCHREIBUNG | deutscher Tauchlehrer und Autor |
| GEBURTSDATUM     | 20. Jahrhundert                 |